# ベルナルド・マンサーノ
ベルナルド・アントニオ・マンサーノ・バロン（Bernaldo Antonio Manzano Barón、1990年7月2日 - ）は、ベネズエラ・ポルトゥゲサ州エル・プラヨン出身のプロサッカー選手。コロンビア・カテゴリア・プリメーラAのデポルテス・トリマに所属している。ポジションはMF。

## 来歴
2014年に地元のポルトゥゲサFCで24歳でプロデビュー。2014-15シーズンにトップチームデビューし、リーグ戦31試合2得点を記録。2016年シーズンには33試合8ゴールを決めた。
2017年1月1日、デポルティーボ・ララと契約。同年シーズンは後期リーグに優勝。前期リーグ優勝のミネロス・デ・グアヤナとの優勝決定プレーオフを制した、リーグ優勝を達成した。
2019年7月1日、カテゴリア・プリメーラAのデポルテス・トリマと契約した。

## ベネズエラ代表
2019年6月1日のエクアドル戦で、ベネズエラ代表デビュー。コパ・アメリカ2019の代表候補にも挙がっていたものの落選。4-1と大勝した同年11月19日の日本戦との試合にも来日し、先発出場した。